# Dragaši, Pljevlja
Dragaši este un sat din comuna Pljevlja, Muntenegru. Conform datelor de la recensământul din 2003, localitatea are 73 de locuitori (la recensământul din 1991 erau 122 de locuitori).

## Demografie
În satul Dragaši locuiesc 69 de persoane adulte, iar vârsta medie a populației este de 54,9 de ani (55,6 la bărbați și 54,3 la femei). În localitate sunt 33 de gospodării, iar numărul mediu de membri în gospodărie este de 2,21.
Populația localității este foarte eterogenă.
|  |

| Demografie | Demografie | Demografie |
| An         | Locuitori  | Locuitori  |
| ---------- | ---------- | ---------- |
|            |            |            |
|            |            |            |
|            |            |            |
|            |            |            |
| 1948       | 176        |            |
| 1953       | 204        |            |
| 1961       | 204        |            |
| 1971       | 171        |            |
| 1981       | 99         |            |
| 1991       | 122        | 122        |
| 2003       | 73         | 73         |

| \| Componența etnică conform recensământului din 2003[2] \| Componența etnică conform recensământului din 2003[2] \| Componența etnică conform recensământului din 2003[2] \| Componența etnică conform recensământului din 2003[2] \| Componența etnică conform recensământului din 2003[2] \| \| ----------------------------------------------------- \| ----------------------------------------------------- \| ----------------------------------------------------- \| ----------------------------------------------------- \| ----------------------------------------------------- \| \| \| \| \| \| \| \| Sârbi \| Sârbi \| \| 36 \| 49,31% \| \| Muntenegreni \| Muntenegreni \| \| 25 \| 34,24% \| \| Musulmani \| Musulmani \| \| 3 \| 4,1% \| \| necunoscută \| necunoscută \| \| 1 \| 1,36% \| |              |  |    |        |
| Componența etnică conform recensământului din 2003 |              |  |    |        |
| |              |  |    |        |
| Sârbi | Sârbi        |  | 36 | 49,31% |
| Muntenegreni | Muntenegreni |  | 25 | 34,24% |
| Musulmani | Musulmani    |  | 3  | 4,1%   |
| necunoscută | necunoscută  |  | 1  | 1,36%  |